# Air Putih (Bengkalis)
Air Putih is een bestuurslaag in het regentschap Bengkalis van de provincie Riau, Indonesië. Air Putih telt 2682 inwoners (volkstelling 2010).